# Dave Dryden
David Murray "Dave" Dryden, född 5 september 1941 i Hamilton, Ontario, död 4 oktober 2022 i Oakville, Ontario, var en kanadensisk professionell ishockeymålvakt som tillbringade nio säsonger i den nordamerikanska ishockeyligan National Hockey League (NHL), där han spelade för New York Rangers, Chicago Black Hawks, Buffalo Sabres och Edmonton Oilers. Han släppte in i genomsnitt 3,19 mål per match och höll nollan nio gånger på 203 grundspelsmatcher. Han spelade även för Chicago Cougars och Edmonton Oilers i World Hockey Association (WHA); Rochester Americans och Buffalo Bisons i American Hockey League (AHL); St. Louis Braves och Dallas Black Hawks i Central Professional Hockey League (CPHL)/Central Hockey League (CHL); Salt Lake Golden Eagles i Western Hockey League (WHL) samt Toronto St. Michael's Majors och Toronto Marlboros i Ontario Hockey Association (OHA).
Dryden var den första ishockeymålvakten som började använda en målvaktsmask som var en kombination av Jacques Plantes glasfibermask och en målvaktsmask med gallervisir som användes av europeiska ishockeymålvakter. Masken anses vara direkt föregångare till de moderna målvaktsmaskerna och varför de ser ut som de gör idag.
Efter den aktiva spelarkarriären var Dryden styrelseordförande för välgörenhetsorganisationen Sleeping Children Around the World, som sin far grundade 1970.
Han var äldre bror till ishockeylegendaren Ken Dryden som anses vara en av de bästa ishockeymålvakterna genom tiderna och vann sex Stanley Cup med Montreal Canadiens. Den 20 mars 1971 möttes bröderna för första gången i en match när Dave Drydens Sabres mötte Ken Dryden och dennes Canadiens i en tävlingsmatch, det var den första och enda gången i NHL:s historia att två bröder stod i varsin målbur under en NHL-match.